# Reiko Nagase
Reiko Nagase (永瀬麗子, Nagase Reiko) est une idole virtuelle issue des Ridge Racer de Namco, série de jeux vidéo de course dont elle est le symbole le plus important et une des mascottes de Namco. Reiko fait sa première apparition dans Rave Racer en 1995, avant ses premiers pas officiels dans Rage Racer en 1996. Elle a accédé à un statut d'icône et a bénéficié d'une forte popularité auprès des fans tout au long de la série, elle fut ainsi réintégrée par Namco après que la tentative de la remplacer ait essuyé un mécontentement de la part des fans, elle apparait dans de nombreux autres jeux et supports (voir la controverse Ai Fukami) . Elle amena également à la création d'une série de personnages appelés Kei Nagase dans les Ace Combat, dont l'un d'entre eux est sa sœur cadette.

## Apparitions

### Dans la série desRidge Racer
Reiko Nagase est un personnage venant de Tokyo qui est la mascotte virtuelle et hôtesse de la série des Ridge Racer,. Hormis son apparition dans le jeu d'arcade Rave Racer (1995) où elle reste anonyme, la première apparition officielle de Reiko et de son nom sont dans le jeu Rage Racer (1996), dans la cinématique d'introduction réalisée sous la direction de Kei Yoshimizu de chez Keica, elle apparait également en jeu.
Dans R4: Ridge Racer Type 4 (1998), elle prend une place prépondérante étant donné que la cinématique d'introduction, accompagnée d'une chanson de Kimara Lovelace, était une brève histoire la mettant en avant. Type 4 a également introduit une revisite de son modèle 3D par Kei Yoshimizu. C'est à ce moment que Namco a commencé à afficher ce personnage, utilisant intensément son image pour promouvoir le jeu,. Elle est également apparu dans Ridge Racer 64 (2000), l'opus développé par Nintendo.
En 2000, Namco décide de remplacer Reiko dans Ridge Racer V par la nouvelle venue Ai Fukami (深水 藍).
En 2001, Namco créé également une « image girl », Hitomi Yoshino (吉乃ひとみ), pour leur ligne Namco Sports, qui fit son apparition dans la vidéo de présentation de Ridge Racer diffusé à l'édition 2002 de l'E3 même si la série des Ridge Racer n'appartient pas à cette ligne. Cependant, la popularité de Reiko auprès des fans étant toujours forte, Namco a décidé de la faire revenir pour le Ridge Racer de 2004. Le jeu la présente avec un modèle 3D retravaillé lors de la scène d'introduction, à nouveau réalisé par Kei Yoshimizu, qui fournira également le modèle pour certaines des apparitions ultérieure de Reiko. Ceci comprenant Ridge Racer 6 (2005, incluant un message caché de Reiko en jeu ,), Ridge Racer 7  (2006, présentant une Reiko « légèrement plus âgée »  ), Ridge Racers 2 (2006),, Ridge Racer Accelerated (2006), Ridge Racer 3D (2011), et Ridge Racer Slipstream (2013).

### Autres apparitions
Vu sa popularité, elle a fait de nombreuses apparitions dans des jeux hors de la série des Ridge Racer, la plupart d'entre eux la présentant dans sa tenue rouge et blanche des illustrations promotionnelles de R4: Ridge Racer Type 4 :
- Anna Kournikova's Smash Court Tennis (1998) : C'est un personnage jouable[29].
- Dans les trois  Super World Stadium (1999–2001) et Professional Baseball Famisuta 2011[30] : Elle apparait comme joueur de baseball de l'équipe Namco Stars (ナムコスターズ).
- Namco Wonder Classic (2001) : Personnage jouable.
- Pac-Man Fever (2002)[31]: On peut également la jouer.
- Tales of Phantasia: Narikiri Dungeon (2000) : La tenue de Reiko est disponible dans ce jeu de rôle.
- Mainichi Issho de Sony (2007)[32] :  Un poster de Reiko est disponible.
- Family Ski (2008) : Ce jeu de sport la fait figurer avec de nombreux skis déblocables.
- Taiko no Tatsujin: V Version (2015) : Dans ce jeu de rythme c'est un personnage invocable[33].

Reiko apparaît également sur les pochettes des bandes originales de Ridge Racer, y compris Ridge Racers Direct Audio (2005) et Ridge Racer 20th Anniversary Remix (2014).
Elle est très mise en avant dans un pachislot à thème Ridge Racer, ainsi que sur son portage PlayStation 2. Elle est également présente parmi d'autres produits Namco, notamment dans la première et sixième vague des gashapons « Namco Gals » et autres figurines de divers fabricants.
En 1999, elle était également présente à l'E3 dans la démo de pré-lancement de la technologie temps réel de Namco pour PlayStation 2 appelée « Ridge Racer Girl »,. Des hôtesses habillées en Reiko ont tenu les stands pour Namco lors des évènements de l'industrie du jeux-vidéo tels que l'E3 et le Nintendo World.
Elle semble également être présente dans un Doujin rassemblant des personnages de Namco.

## Kei Nagase
Kei Nagase (ケイ・ナガセ, Nagase Kei) est le nom de plusieurs pilotes dans la série de jeux de combats aériens « Ace Combat » de Namco. Elle sert d'« image girl » de la série et toutes ses représentations ressemblent à Reiko Nagase. L'une d'entre elles, un copilote sélectionnable dans Ace Combat 2 (1997), a officiellement été déclarée comme étant la sœur cadette de Reiko, elle serait née en 1977. Une des Kei Nagase, surnommée « Edge » (縁エッジ, Ejji), est un personnage central de Ace Combat 5: The Unsung War (2004) et une autre Nagase surnommée « Edge » fait son apparition sur Ace Combat Infinity (2014). « Project Nagase »  était un blog officiel de Ace Combat: Assault Horizon (2011).

## Accueil
Reiko Nagase a  été aussi bien appréciée par les joueurs que par les journalistes. Le magazine d'arcade japonais Gamest l'a nommé 20e meilleur personnage de 1995 rien que pour son apparition dans Rave Racer  et le magazine allemand Mega Fun  a inclus Reiko dans R4: Ridge Racer Type 4  parmi les 5 nommées pour le titre de « Videogame Babe 1999 ». En incluant la « stylée, classe et supercool »  Reiko au top cinq des « cyberbabes »  (définies comme les personnages féminins de jeux vidéo « qui attirent autant les filles que les garçons. » ) en 1999, le Daily Mirror précisa qu' « elle est devenue une icône »  au Japon. L'Australian Station a dit que vu « la saine sensualité de Reiko et son immense popularité, il est indéniable qu'elle est un symbole de la première PlayStation. »  En 2000, elle a été le choix personnel de l'éditeur Doug Perry d'IGN pour la « Babe of Videogames », pour lui Reiko représente « l'opposé total de Lara Croft. Elle est sexy, elle est subtile, et elle a un magnifique sourire », un point de vue qu'a partagé Seamus Bryne de Hyper en 2006.
Dans un article de 2006 traitant de « la légende de Reiko Nagase » , James Mielke de 1UP.com  a écrit qu'elle « est presque aussi populaire que les jeux dont elle fait grâce de sa présence »  comme après Ridge Racer V « les fans ont accueilli le retour de leur reine de la course favorite à bras ouverts. Son retour a fait ressentir à tout le monde que le monde Ridge Racer était à nouveau complet. » 
En 2009, la revue de Ridge Racer Accelerated par Levi Buchanan d'IGN  a relevé « l'apparition bienvenue de Reiko Nagase dans la cinématique d'intro et dans le menu » ; la revue de Ridge Racer 64 par N64 Magazine a encensé cette « beauté virtuelle »  pour la manière dont elle « apporte sa touche magique a l'introduction du jeu et à l'écran titre »  au fil des épisodes,
Justin Towell de GamesRadar+ a écrit en 2011 que Ridge Racer a « une vraie icône en la fille de sa pochette, Reiko Nagase. »  D'autres tel que  l'Official UK PlayStation Magazine en 2001 ainsi que Kotaku Japon en 2015 l'ont décrite comme un personnage iconique,, et Andrew Yoon de Joystiq a écrit que la série Ridge Racer « est réputée pour le personnage CG de Reiko Nagase posant de manière séduisante. »  Citant la série Ridge Racer parmi les meilleurs jeux d'arcade de course de tous les temps, Wirtualna Polska précise qu'en partie la série « le doit au magnifique personnage de Reiko Nagase.» 
En 2013 Chris Carter de Destructoid écrit dans sa revue de Ridge Racer Slipstream que l'ajout de Reiko dans cet opus de la série « apporte aussitôt une touche d'authenticité. »  et en 2014, le magazine japonais Dengeki PlayStation la plaçait parmi les 200 meilleurs personnages des 20 ans d'histoire de la marque PlayStation,.
Dans un article rétrospectif sur Ridge Racer Type 4, Towell de GamesRadar+ écrit « Combien de fois avons-nous regardé cette intro au début du jeu ? »  et Mielke de 1UP.com reconnait que « cette brève séquence reste une des meilleures cinématique d'ouverture dans l'histoire du jeu vidéo. »  Louant la « stupéfiante apparition »  de Reiko la démo PlayStation 2, dont les détails ont été décrits par l'IGN comme « phénoménaux » , PlayStation Power écrit que « c'était vraiment l'animation de personnage la plus réaliste qu'on avait jamais vu sur console – lorsque le vent se prend dans ses cheveux chaque mèche bougeaient. Nous étions sans voix. »  IGN ajouta « une intro en CG présentant la ravissante Reiko Nagase »  parmi les « incroyables » graphismes de Ridge Racers 2, et Sean Hinz de ScrewAttack ajouta Reiko à la liste des personnages Namco « méritant »  d'apparaître dans la série de jeux de combat Smash Bros.

### Critique
James Newman dans son livre critique Videogames écrit que «  Reiko Nagase dans Ridge Racer Revolution est un cas d'école [...] ne servant à rien d'autre qu'apparaître sur la boîte et qu'agiter le drapeau à damier au départ, Reiko est la quintessence du stéréotype dépassé et non désiré »  en parlant de la représentation des genres dans les jeux vidéo et plus particulièrement des personnages féminins « relégués à la périphérie ou à l'arrière plan »  (dans les faits, Reiko n'apparaît même pas dans Revolution, il s'agit d'une autre fille sans nom qui apparaît seulement dans le jeu et non sur la boite).

### Controverse Ai Fukami
Reiko a très vite atteint une grande popularité et un suivi attentif, dont Namco a ressenti le mécontentement lorsqu'ils l'ont mise à la retraite anticipée au profit d'Ai Fukami. D'après l' Australian Station en 2000, « des hordes de fans de Reiko Nagase se sont insurgés contre la décision de la remplacer, et même des casual gamers ont commenté « je préférais l’ancienne. » »  Reiko a aussitôt été réintroduite dans la série à la demande des fans en colère, notamment via la pétition « outraged »  (indignés). Le New Zealand Station a raconté comment les fans de Ridge Racer à travers le monde étaient en ébullition à l'annonce du changement, avec des votes Reiko Vs Ai fleurissant une peu partout sur les sites internet de fans. »  L'Official Australian PlayStation Magazine a rapporté comment un vote « a révélé que 90 pour cent des possesseurs de PlayStation préfèrent la beauté parfaite de Reiko à la nouvelle icône.»  Dans un autre sondage la même année, les lecteurs d'IGN étaient largement majoritaires à considérer que Reiko Nagase est la seule vraie icône de Ridge Racer.«  Les journalistes de jeux vidéo y ont également pris part, quand par exemple Hyper a demandé pour la forme « Combien de temps vont-ils mettre pour réaliser que la nouvelle fille de Ridge Racer est nulle, et feront revenir Reiko. « Attention Namco : FAITES REVENIR REIKO!!!!» » 

### Confusions
Kara Shindo, la chef du gang de course de rue appelé Unbounded et personnage principal de Ridge Racer Unbounded, a été confondu par certains organes de presse (tel que Kotaku USA et Kotaku Japan) avec Reiko Nagase lors de l'annonce du jeu, accompagné de commentaires sur les supposés changements radicaux du personnage,,,. D'autres confusions ont eu lieu entre Ai de Ridge Racer V et Reiko, Towell de GamesRadar+ l'a faite dans les premiers « triomphes des visages réalistes dans les jeux vidéo »  et l'a également mentionné dans son article « Pourquoi la PS2 était la meilleure console au monde.» ,